# Mycteria cinerea
Il tantalo cinereo, Mycteria cinerea, è un grosso uccello trampoliere della famiglia delle cicogne, i Ciconiidi.

## Descrizione
Può raggiungere una lunghezza di 97 cm. I sessi sono simili. Il piumaggio è completamente bianco, ma la faccia, glabra, è rossa e la lunga coda e le copritrici sono verde-nero lucenti.

## Distribuzione
Questa specie vive in Cambogia, in Malaysia Peninsulare e nelle isole indonesiane di Sumatra, Giava, Bali, Sumbawa, Sulawesi e Buton.

## Minacce
Questa specie viene classificata come vulnerabile a causa della distruzione del suo habitat costiero. della caccia e del commercio.